# صراع الحلفاء (كتاب)
صراع الحلفاء - السعودية والولايات المتحدة الأمريكية منذ 1962 هو كتاب صدر في 2013 عن دار الساقي في لندن، لمؤلّفه السعودي د. نايف بن حثلين، وترجمة أحمد مغربي. يتعمّق المؤلف في العلاقة المركّبة بين البلدين، ويعرض مفاصلها التاريخية الأساسية، من التدخّل المصرى في اليمن، وصولاً إلى حربى الخليج اللتين خيضتا بقيادة أمريكية، ويرى أن ما يجمع بين البلدين ضرورى للاستقرار في الشرق الأوسط. ويؤكد الكتاب، أن المملكة العربية السعودية حافظت منذ الستينيات، على تحالف استراتيجي مع الولايات المتحدة، ولطالما اتخذ هذا التحالف شكل توازن دبلوماسي دقيق، واستمرّت العلاقة السعودية – الأمريكية مستقرّة، رغم تغيّر الملوك والرؤساء، بسبب تقاطع المصالح، واعتماد كل من الدولتين على الأخرى في العديد من النواحي.